# Marilyn (Sänger)

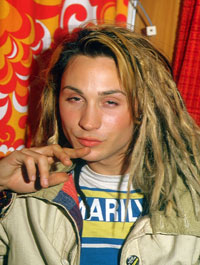
Marilyn in München, 1984

Marilyn (* 3. November 1962 in Kingston, Jamaika; eigentlich Peter Anthony Robinson) ist ein Popsänger, der 1983 mit dem Lied Calling Your Name bekannt wurde.

## Biografie
Robinson wuchs in Hertfordshire, Großbritannien nahe den Elstree-Filmstudios auf, bei denen seine Mutter als Produktionsassistentin arbeitete.
Später tingelte er mit Künstlern wie Boy George, Steve Strange und Jeremy Healy durch die Londoner Clubszene. In seiner Aufmachung mit langen blonden Rastalocken fiel er 1983 dem Vertreter einer Plattenfirma auf. Zu dieser Zeit hatte Marilyn schon einige Demotapes vorliegen, und sein alter Freund Boy George stellte ihn nun der englischen Presse vor. Marilyns Debütsingle Calling Your Name rangierte wochenlang in den Top Ten der englischen und japanischen Charts. Die folgenden Singles konnten nicht mehr an diesen Erfolg anknüpfen.
Nach eigenen Angaben hatte Robinson in den 1980ern fünf Jahre lang eine Beziehung mit dem britischen Musiker und Schauspieler Gavin Rossdale.

## Diskografie (Auswahl)

### Alben
| Jahr | Titel                                    | Höchstplatzierung, Gesamtwochen, AuszeichnungChartsChartplatzierungen (Jahr, Titel, Platzierungen, Wochen, Auszeichnungen, Anmerkungen) | Anmerkungen |
| Jahr | Titel                                    | UK | Anmerkungen |
| ---- | ---------------------------------------- | --- | ----------- |
| 1985 | Despite Straight Lines                   | — |             |
| 2008 | Despite Straight Lines: The Very Best Of | — |             |

### Singles
| Jahr | Titel Album                                         | Höchstplatzierung, Gesamtwochen, AuszeichnungChartsChartplatzierungen (Jahr, Titel, Album, Platzierungen, Wochen, Auszeichnungen, Anmerkungen) | Anmerkungen |
| Jahr | Titel Album                                         | UK | Anmerkungen |
| ---- | --------------------------------------------------- | --- | ----------- |
| 1983 | Calling Your Name Despite Straight Lines            | UK4 Silber · (12 Wo.)UK |             |
| 1984 | Cry and Be Free Despite Straight Lines              | UK31 (6 Wo.)UK |             |
| 1984 | You Don’t Love Me Despite Straight Lines            | UK40 (7 Wo.)UK |             |
| 1985 | Baby U Left Me (In The Cold) Despite Straight Lines | UK70 (2 Wo.)UK |             |

Weitere Singles
- 1985: Pray for That Sunshine (Despite Straight Lines)
- 1989: Sooner or Later
- 2000: How Could I Live
- 2002: Spirit in the Sky
- 2002: Sooner or Later
- 2003: Hold on Tight

## Kollaborationen
- 1984 mit Band Aid auf Do They Know It’s Christmas?
- 1995 mit Boy George auf Cheapness and Beauty

## Coverversionen
Marilyn covert...
- I Ain't Been Licked von Diana Ross (1985)
- Spirit In The Sky von Norman Greenbaum (2002)
- Sooner Or Later von Sylvester James (2002)
- Ooh Child von The Stairsteps (2003)

Marilyn wird gecovert...
- Give It Up von Eric And The Good Good Feeling (1989)
- Drive Me Crazy eine Baby U Left Me (In The Cold) Adaption von Smash ’n’ Grab (1998)
- Calling Your Name von AJB (1999)
- Calling Your Name / Land Of Make Believe (Megamix) von AJB (2000)

## Musikvideos
| Jahr | Titel                        | Album                  | Regie           | Thema                               |
| ---- | ---------------------------- | ---------------------- | --------------- | ----------------------------------- |
| 1979 | Witches’ Song                | Broken English         | Derek Jarman    | Kunst                               |
| 1983 | Who’s That Girl?             | Touch                  | Duncan Gibbins  | Nachtclub, Promiskuität             |
| 1983 | Calling Your Name            | Despite Straight Lines | Mike Brady      | Aufstieg zum Ruhm, Photoshooting    |
| 1984 | Cry And Be Free              | Despite Straight Lines | Marcelo Anciano | Religion, Spiritualität, Natur      |
| 1984 | You Don’t Love Me            | Despite Straight Lines | Nigel Dick      | Making of a video, live performance |
| 1984 | Do They Know It’s Christmas? |                        | Nigel Dick      | Hunger in Äthiopien                 |
| 1985 | Baby U Left Me (In The Cold) | Despite Straight Lines |                 | Ende einer Beziehung, NYC           |
| 2008 | Yes We Can                   |                        | Pat Maloney     | Animation, Cheerleader, Rollergirl  |

## Trivia
- Im Video zu Who’s That Girl? von den Eurythmics hat Marilyn einen kleinen Gastauftritt: Neben den Frauen von Bananarama und Bucks Fizz ist er eines der Groupies, mit dem Dave Stewart Annie Lennox betrügt.